# 旗帜学符号
旗幟學家使用旗帜学符号指示国旗的一些性质，例如在哪里由谁使用，以及旗帜的外观。下文描述的这些符号常称作国际旗帜识别符号（IFIS），由惠特尼·史密斯提出。

## 按用途区分的旗帜种类
一些国家将同一种旗帜样式在所有场景下用作国旗；而另一些国家则在不同场景下（即何人悬挂于何处）使用不同样式的国旗。国旗的六种基本使用场景（也有可能是变种）是：
- - 市民用陸上旗（Civil flag）: 市民陸上悬挂。
- - 政府用陸上旗（State flag）: 公共建筑物悬挂。
- - 軍隊用陸上旗（War flag）: 軍用建筑物悬挂。
- - 市民用海上旗（Civil ensign）: 個人用船舶（漁船、巡航船等）悬挂。
- - 政府用海上旗（State ensign）: 非武装政府用船舶悬挂。
- - 軍隊用海上旗（War ensign）: 軍艦悬挂。

实际情况中，同一种设计可能有多种用途：例如，一种旗帜可能同时用作  军旗与军舰旗。即便有这样的组合，上述体系仍不够完备：有些国家定义的一些旗帜使用场景在这个体系下无法表示，如空军旗（有别于军旗与军舰旗，在空军基地用作国旗，示例请见英國皇家空軍軍旗）和民航旗。

## 其他
其他符号用于描述旗帜的外观，如每一面的设计是否不同，或能否垂直悬挂等。以下是常用符号：
- 法定旗帜，或者表示旗帜的正面
- 设计提出但未被采纳的旗帜
- 观察后，基于记忆而绘制的旗帜
- 旗帜的反面
- 法定旗帜的一个被认可的异体版本
- 旗帜的另一版本
- 旗帜的实际版本
- 旗帜的正反面有不同的设计
- 旗帜在旗杆左边的时候是正面
- 被该国政府授权，可以代表该国的旗帜
- 曾经使用过，现在已经废弃的旗帜 (不在Smith最初的设计符号中)
- 反面是正面的镜面图案
- 反面和正面的图案完全相同
- 反面图案不详
- 垂直悬挂时旗帜的正面就是横挂时旗帜的正面
- 垂直悬挂时旗帜的正面应是横挂时旗帜的反面
- 垂直悬挂旗帜的方法未知
- 不能被垂直悬挂
- 只能被垂直悬挂

## Unicode
2017年4月，一份编码旗帜学符号的初步的提案已被递交至统一码联盟。

## 另请参见
- 旗帜学用语